# 선진역
선진역(船津驛)은 경상남도 사천시에 위치했던 진삼선의 역이었다. 진삼선의 폐선으로 폐역이 되었으며, 폐지 이후에도 역사는 민간에서 사용하고 있었으나, 2000년대 중반 3번 국도 확장 공사로 철거되어 흔적이 남아있지 않다.

## 역사
- 1965년 9월 17일 : 역사 착공
- 1965년 12월 7일 : 보통역으로 영업 개시[1]
- 1965년 12월 15일 : 역사 준공
- 1974년 3월 11일 : 소화물취급 중지
- 1975년 7월 1일 : 배치간이역으로 격하
- 1977년 5월 16일 : 여객 취급 중지[2]
- 1980년 10월 1일 : 화물 취급 중지[3]
- 1990년 1월 20일 : 진삼선 폐선과 함께 폐역[4]